# 시 브리즈

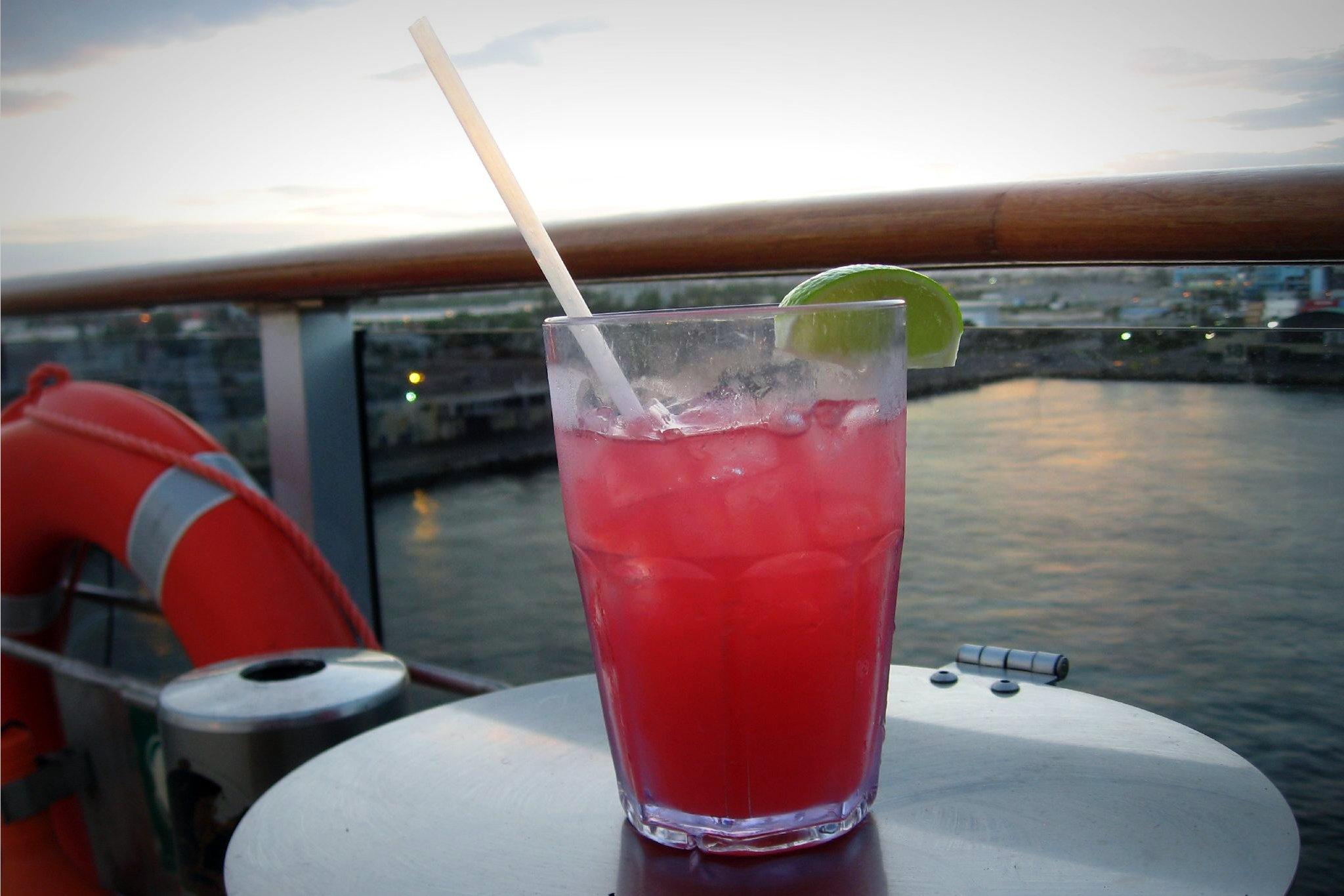

시 브리즈(sea breeze)는 보드카에 크랜베리 과즙과 자몽 과즙을 넣은 칵테일이다. 칵테일은 일반적으로 여름철에 소비된다. 거품 표면을 만들기 위해 음료를 흔들 수 있다. IBA 공식 칵테일로 간주된다.
이 음료는 강함(알코올)과 약함(과일 주스), 달고 신맛의 균형을 맞추는 고전적인 칵테일 원리를 따른다.
베이 브리즈 또는 하와이안 시 브리즈는 자몽 주스 대신 파인애플 주스를 사용한 것을 제외하면 시 브리즈와 비슷하다. 또한 케이프 코더(Cape Codder, 자몽 주스가 없음) 및 솔티 도그(Salty Dog, 크랜베리 주스가 없고 가장자리를 소금에 절여 만든 것)와 밀접한 관련이 있다.